# Brant Lake (New York)
Der Brant Lake ist ein See in den Adirondack Mountains und liegt östlich von Horicon im Warren County, im US-Bundesstaat New York, in den Vereinigten Staaten. Die Höhe über dem Meeresspiegel beträgt 243 Meter. Die Länge des Sees beträgt etwa 8 Kilometer. Die Oberfläche beträgt 549,11 Hektar, die Durchschnittstiefe liegt bei 9 Meter und die maximale Tiefe bei 18,3 Meter, wobei er beschiffbar ist.
Im Winter wird der See gerne zum Eisangeln genutzt, was offiziell erlaubt ist. Die einzige Regulation ist, dass der maximale Tagesfang bei Bachforelle und Regenbogenforelle auf 5 beschränkt ist. Ein Schonmaß ist nicht vorhanden. Weitere ansässige Fischarten des Sees beinhalten unter anderem Forellenbarsch, Schwarzbarsch, Hechte, sowie diverse Weißfische und Groppen.